# 셉티미우스 세베루스 개선문

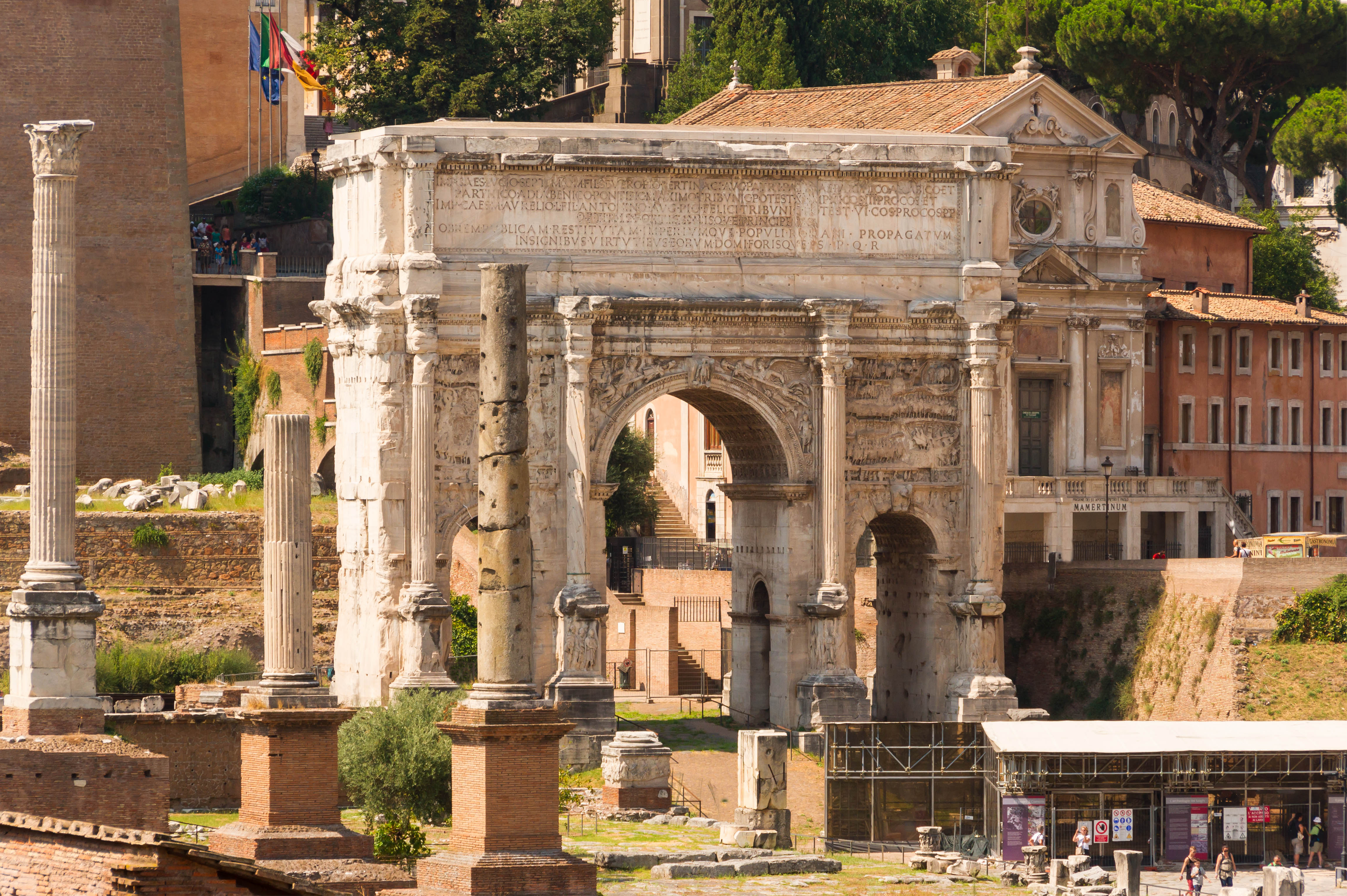
셉티미우스 세베루스 개선문

셉티미우스 세베루스 개선문(이탈리아어: Arco di Settimio Severo)는 포룸 로마눔 북서쪽 끝에 위치한 백색 대리석으로 만들어진 개선문이다. 로마 제국의 셉티미우스 세베루스 황제가 203년에 파르티아와의 전쟁에서 승리한 것을 기념하여 지어졌다. 이 개선문은 세베루스 황제와 그의 두 아들인 카라칼라와 게타에게 봉헌되었다.
세베루스 황제가 죽은 직후에는 카라칼라와 게타가 로마 제국의 공동 황제로 즉위했으나, 얼마 지나지 않아 카라칼라가 게타를 죽이고 단독 황제에 올랐다. 이후 게타의 기념관들은 모두 파괴되었고 그에 대한 모든 언급과 비문들은 모두 제거되거나 파괴되었다. 당연히 셉티미우스 세베루스 개선문에도 게타의 형상은 찾아보기 힘들다.

## 설명
개선문은 포룸 로마눔의 초기 기단 부분에 세워졌다. 중앙 아치는 유려하게 장식된 반원형 아치로 이루어져 있으며, 양 옆에 보조 문들이 1개씩 달려있다. 이와 같은 디자인은 근대 개선문 양식에도 큰 영향을 끼쳤다. 높이는 약 23m이고, 너비는 25m이다. 날개가 달린 승리의 여신이 조각되어 있으며, 남쪽에 있는 계단을 통해 세베루스 황제와 그의 아들들의 동상이 서 있던 옥상으로 올라갈 수 있었다.

## 역사
셉티미우스 세베루스 개선문은 캄피돌리오 언덕 바로 옆에 서 있다. 4세기에는 로마가 황폐해지며 지대 전체에 흙들이 쌓이기 시작했고 결국에는 도로까지 뚫렸다. 아치의 기둥들이 묻혔고, 중세와 근대의 오염과 파괴 행위로 인해 어느 정도 파괴되었다. 아직도 개선문의 하부에는 그 흔적을 찾아볼 수 있다.
중세 동안 홍수가 지속적으로 일어나며 개선문을 덮고 있던 흙들이 쓸려나갔다. 그럼에도 불구하고 1742년 그려진 그림에는 개선문의 절반만 땅 위에 나와있었다. 셉티미우스 세베루스 개선문이 포룸 로마눔의 다른 건물들과 다르게 상당히 잘 보존될 수 있었던 이유는 이 개선문이 1199년에 지어진 성당의 일부분이었기 때문이다. 성당이 이후에 다른 곳으로 옮겨갔을 때에도 이 개선문은 파괴되지 않았고 현재 포룸 로마눔에서 가장 눈에 잘 띄는 유적이기도 하다.

## 비문
셉티미우스 세베루스 개선문에 새겨진 라틴어 비문은 아래와 같다.
IMP · CAES · LVCIO · SEPTIMIO · M · FIL · SEVERO · PIO · PERTINACI · AVG · PATRI PATRIAE PARTHICO · ARABICO · ET PARTHICO · ADIABENICO · PONTIFIC · MAXIMO · TRIBUNIC · POTEST · XI · IMP · XI · COS · III · PROCOS · ET IMP · CAES · M · AVRELIO · L · FIL · ANTONINO · AVG · PIO · FELICI · TRIBUNIC · POTEST · VI · COS · PROCOS · (P · P · OPTIMIS · FORTISSIMISQVE · PRINCIPIBUS) OB · REM · PVBLICAM · RESTITVTAM · IMPERIVMQVE · POPVLI · ROMANI · PROPAGATVM · INSIGNIBVS · VIRTVTIBVS · EORVM · DOMI · FORISQVE · S · P · Q · R

한국어 해석은 아래와 같다.

## 같이 보기
- 로마의 고대 건축물 목록

위대한 황제 카이사르 루시우스 셉티미우스 세베루스 피우스 페르티낙스 아우구스투스 파르티쿠스 아라비우스 파르티쿠스 아디아베니쿠스, 마르스의 아들, 국가의 아버지, 폰티펙스 막시무스, 그가 황위에 오른 지 11년에, 그리고 황제 카이사르 마르쿠스 아우렐리우스 안토니우스 아우구스투스 피우스 펠릭스, 루시우스의 아들, 그가 황위에 오른 지 6년이 되는 해에, 가장 용맹하고 명예로운 황제들에게, 공화국을 수호하고 로마인들의 가치를 수호한 공적을 치하하며, 원로원과 로마 시민들이 이 개선문을 바친다.